# (14248) 2000 AF56
(14248) 2000 AF56 es un asteroide perteneciente al cinturón de asteroides, descubierto el 4 de enero de 2000 por el equipo del Lincoln Near-Earth Asteroid Research desde el Laboratorio Lincoln, Socorro, Nuevo México.

## Designación y nombre
Designado provisionalmente como 2000 AF56.

## Características orbitales
2000 AF56 está situado a una distancia media del Sol de 3,166 ua, pudiendo alejarse hasta 3,728 ua y acercarse hasta 2,604 ua. Su excentricidad es 0,178 y la inclinación orbital 1,414 grados. Emplea 2057,39 días en completar una órbita alrededor del Sol.
Los próximos acercamientos a la órbita de Júpiter ocurrirán el 16 de marzo de 2030, el 19 de noviembre de 2040 y el 30 de julio de 2051.
Pertenece a la familia de asteroides de (24) Themis.

## Características físicas
La magnitud absoluta de 2000 AF56 es 13,49. Tiene 11,199 km de diámetro y su albedo se estima en 0,070.